# Teatr Uciśnionych

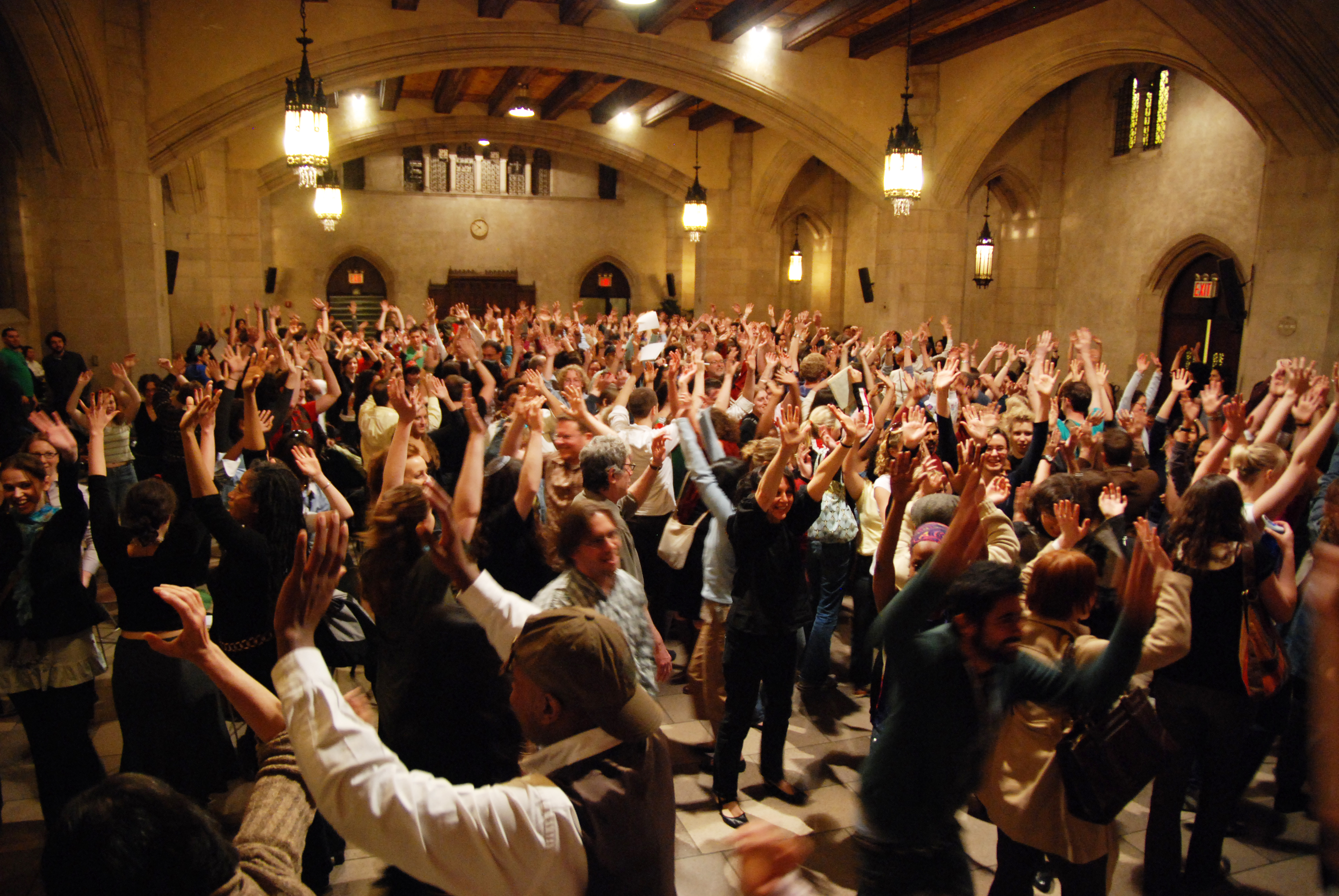
Augusto Boal prowadzi warsztaty z Teatru Uciśnionych w Nowym Jorku (Riverside Church, 2008)

Teatr Uciśnionych (ang. Theatre of the Oppressed) – koncepcja interaktywnego przedstawienia (dramy) autorstwa Augusto Boala, reżysera teatralnego z Brazylii oparta na improwizacyjnej formie teatru, a także na pedagogice uciśnionych sformułowanej przez Paulo Freire.
Koncepcja została stworzona w latach 70. XX wieku, w czasach rządów junty wojskowej. Początkowo był to teatr zaangażowany politycznie, a z czasem znalazł zastosowanie jako narzędzie zmiany społecznej w obszarze dyskryminacji na różnych tłach. Adaptacja technik teatru uciśnionych znalazła swoje zastosowanie w edukacji. Od lat 90. XX wieku odmiana zaczęła się upowszechniać na całym świecie.
Twórca wykorzystał teatr jako narzędzie dialogu społecznego, uznając, że wszyscy uczestnicy poszczególnych społeczności są zarówno aktorami, jak i widzami otaczających ich zdarzeń. W związku z tym każdy uczestnik ma też prawo do wypowiedzenia się w kwestiach swojego otoczenia, zwłaszcza w obszarze dotyczących go opresji i zagrożeń. Teatr Uciśnionych ma ukazać człowieka w opresji i podjąć próbę uwolnienia go z niej, a zatem z założenia wzmacniać ma postawy demokratyczne i pozytywne współdziałanie obywateli z uwzględnieniem różnych perspektyw. Teatr ten pozwala włączyć do debaty społecznej jak najszersze grupy osób, w tym te z różnych względów wykluczone społecznie.
Formą Teatru Uciśnionych, kreowaną w oparciu o doświadczenia pedagogiki krytycznej, był Teatr Forum, stworzony przez Augusto Boala w 1973 w Limie.